# Lista de prefeitos da Central do Maranhão
Esta é a lista de prefeitos do município de Central do Maranhão, estado brasileiro do Maranhão.
| Nº | Nome                                                                    | Imagem                               | Partido                                          | Início do mandato      | Fim do mandato                          | Observações                                |
| 1  | Pedro Piva                                                              |                                      | Partido da Social Democracia Brasileira PSDB     | 10 de novembro de 1994 | 31 de dezembro de 1996                  | Prefeito nomeado pelo Governador do Estado |
| 2  | Benedito de Souza Barros (Mirinzal, 24.11.1930–)                        |                                      | Partido Social Democrático PSD                   | 1° de janeiro de 1997  | 31 de dezembro de 2000                  | Prefeito eleito em sufrágio universal      |
| 2  | Benedito de Souza Barros (Mirinzal, 24.11.1930–)                        | Partido da Frente Liberal PFL        | 1° de janeiro de 2001                            | 31 de dezembro de 2004 | Prefeito reeleito em sufrágio universal |                                            |
| 3  | Irã Monteiro Costa (Mirinzal, 18.08.1968–)                              |                                      | Partido da Social Democracia Brasileira PSDB     | 1° de janeiro de 2005  | 31 de dezembro de 2008                  | Prefeito eleito em sufrágio universal      |
| 3  | Irã Monteiro Costa (Mirinzal, 18.08.1968–)                              | Partido Democrático Trabalhista PDT  | 1° de janeiro de 2009                            | 31 de dezembro de 2012 | Prefeito reeleito em sufrágio universal |                                            |
| 4  | Benedito de Souza Barros (Mirinzal, 24.11.1930–)                        |                                      | Partido do Movimento Democrático Brasileiro PMDB | 1° de janeiro de 2013  | 31 de dezembro de 2016                  | Prefeito eleito em sufrágio universal      |
| 5  | Epitácio Azevedo Flor (Mirinzal, 18.09.1979–)                           |                                      | Partido Socialista Brasileiro PSB                | 1° de janeiro de 2017  | 31 de dezembro de 2020                  | Prefeito eleito em sufrágio universal      |
| 6  | Cleudilene Gonçalves Privado Barbosa, Fechinha (Guimarães, 26.11.1980–) |                                      | Republicanos REP                                 | 1° de janeiro de 2021  | 31 de dezembro de 2024                  | Prefeita eleita em sufrágio universal      |
| 6  | Cleudilene Gonçalves Privado Barbosa, Fechinha (Guimarães, 26.11.1980–) | Movimento Democrático Brasileiro MDB | 1° de janeiro de 2025                            | Atualidade             | Prefeita reeleita em sufrágio universal |                                            |